# Saint-Pierre-sur-Dives
Pour les articles homonymes, voir Saint-Pierre.
Saint-Pierre-sur-Dives est une ancienne commune française, située dans le département du Calvados en région Normandie, devenue le 1er janvier 2017 une commune déléguée au sein de la commune nouvelle de Saint-Pierre-en-Auge.
Elle est peuplée de 3 287 habitants.

## Géographie

### Description
La commune déléguée  est située entre la plaine de Caen et la campagne de Falaise à l'ouest et le pays d'Auge à l'est. Son bourg est à 9,5 km au sud de Mézidon-Canon, à 16 km à l'ouest de Livarot, à 20 km au nord-est de Falaise, à 25 km au sud-ouest de Lisieux et à 33 km au sud-est de Caen.
Le point culminant (74 / 75 m) se situe en limite est, dominant la route de Berville. Le point le plus bas (23 m) correspond à la sortie de la Dives du territoire, au nord.

### Communes limitrophes
| Vendeuvre (comm. ass. d'Escures-sur-Favières) | Thiéville (comm. nouv. de Saint-Pierre-en-Auge)          | Hiéville (comm. nouv. de Saint-Pierre-en-Auge) |
| Vendeuvre (comm. ass. de Grisy)               | Saint-Pierre-sur-Dives                                   | L'Oudon (comm. nouv. de Saint-Pierre-en-Auge)  |
| Vendeuvre                                     | Vendeuvre, L'Oudon (comm. nouv. de Saint-Pierre-en-Auge) | L'Oudon (comm. nouv. de Saint-Pierre-en-Auge)  |

### Hydrographie

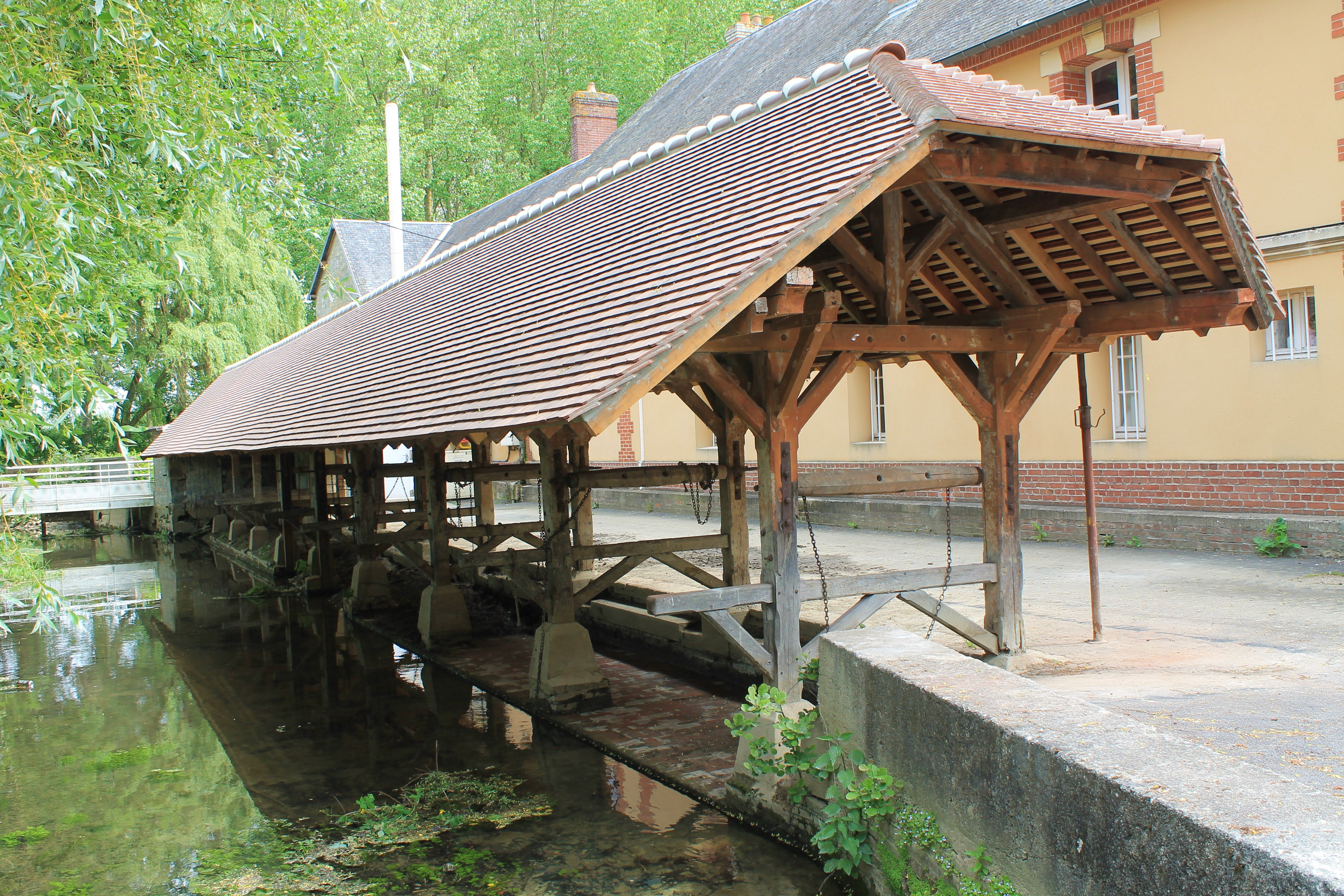
Lavoir sur la Dives.

Comme son nom le suggère, Saint-Pierre-sur-Dives est drainée par le fleuve côtier la Dives.

## Toponymie
Le nom de la localité est attesté sous la forme ad Sanctum Petrum supra Divam en 1108, puis apud Sanctum Petrum super Divam en 1204.
La paroisse de Saint-Pierre-sur-Dives est dédiée à l'apôtre Pierre.
L'appellation révolutionnaire de Saint-Pierre-sur-Dives était Pierre-sur-Dives.
Le gentilé est Pétruvien.

## Histoire
Le bourg s'est développé autour de son monastère bénédictin fondé au XIe siècle par Lesceline, épouse du comte Guillaume, fils de Richard Ier de Normandie.

### Époque moderne
Le nom d'un ancien seigneur nous est parvenu : En 1700, il s'agit de François Philippe l'Hermite (mort en juin 1714), seigneur d'Hiéville, Sainte-Barbe-en-Auge, et Montchaupet de Mélie[réf. souhaitée].

### Époque contemporaine
En 1845, la commune de Carel est rattachée à Saint-Pierre-sur-Dives. En 1858, une partie de la commune de Donville, alors supprimée, est partagée entre Saint-Pierre-sur-Dives et Escures-sur-Favières. Cette partie correspond à la rive gauche de la Dives.
En 1859, le chemin de fer dessert la commune, avec la mise en service de la gare de Saint-Pierre-sur-Dives, sur la ligne du Mans à Mézidon, facilitant les déplacements des personnes et le transport des marchandises.

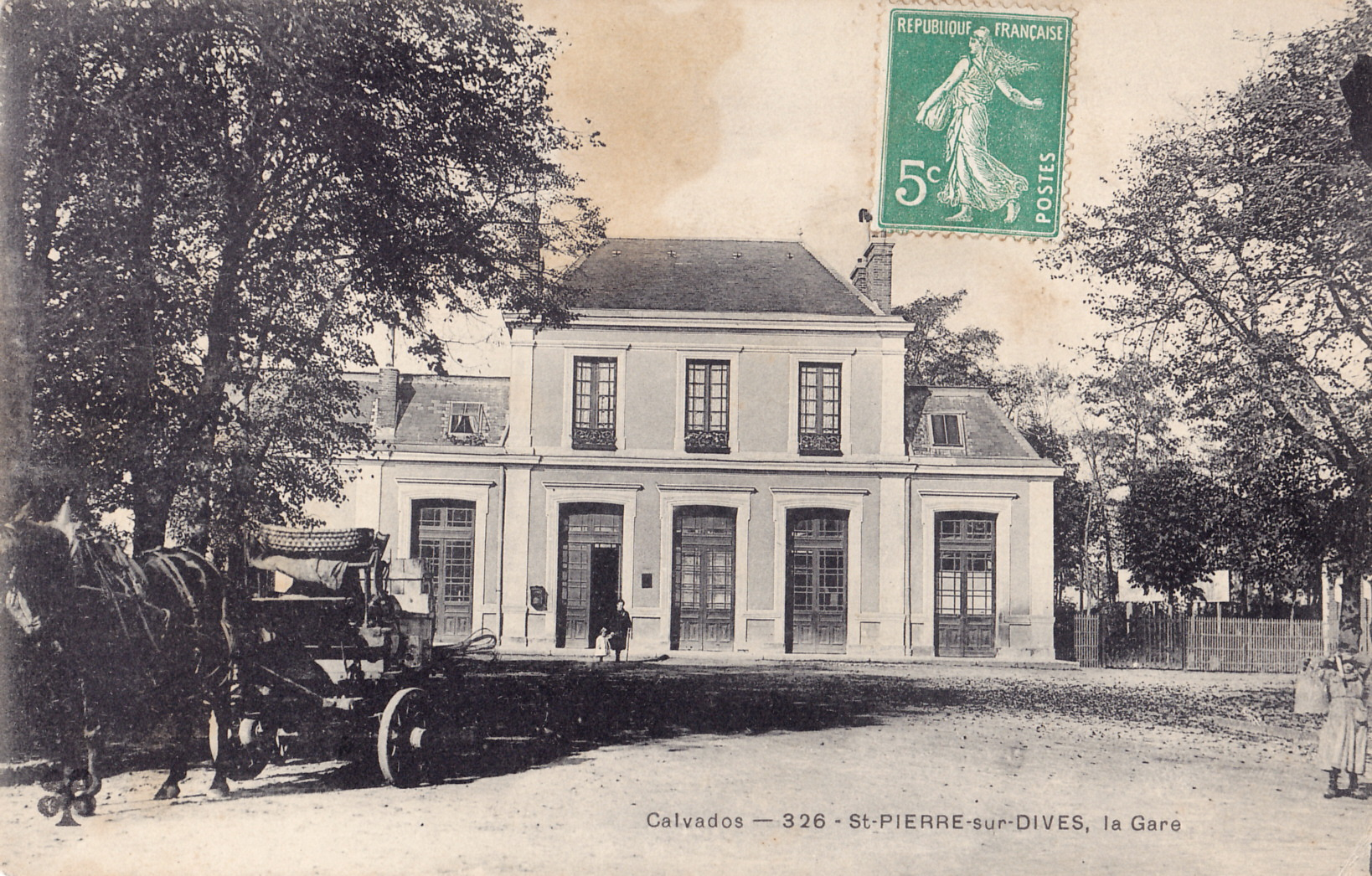
La gare de Saint-Pierre-sur-Dives au début du XXe siècle.

Le 1er janvier 2017, Saint-Pierre-sur-Dives intègre avec douze autres communes la commune de Saint-Pierre-en-Auge créée sous le régime juridique des communes nouvelles instauré par la loi no 2010-1563 du 16 décembre 2010 de réforme des collectivités territoriales. Les communes de Boissey, Bretteville-sur-Dives, Hiéville, Mittois, Montviette, L'Oudon, Ouville-la-Bien-Tournée, Sainte-Marguerite-de-Viette, Saint-Georges-en-Auge, Saint-Pierre-sur-Dives, Thiéville, Vaudeloges et Vieux-Pont-en-Auge deviennent des communes déléguées et Saint-Pierre-sur-Dives est le chef-lieu de la commune nouvelle.

## Politique et administration

### Rattachements administratifs et électoraux

#### Rattachements administratifs
Le territoire de Saint-Pierre-sur-Dives se trouve dans l'arrondissement de Lisieux du département du Calvados
Elle était depuis 1793 le chef-lieu du canton de Saint-Pierre-sur-Dives. Dans le cadre du redécoupage cantonal de 2014 en France, cette circonscription administrative territoriale a disparu, et le canton n'est plus qu'une circonscription électorale.

#### Rattachements électoraux
Pour les élections départementales, les habitants votent depuis 2014 pour l'élection des conseillers départementaux du canton de Livarot
Pour l'élection des députés, ils votent dans le cadre de la troisième circonscription du Calvados.

### Intercommunalité
Saint-Pierre-sur-Dives était le siège de communauté de communes des Trois Rivières, un établissement public de coopération intercommunale (EPCI) à fiscalité propre créé en 2002 et auquel la commune avait transféré un certain nombre de ses compétences, dans les conditions déterminées par le code général des collectivités territoriales.
Dans le cadre des dispositions de la loi portant nouvelle organisation territoriale de la République du 7 août 2015, qui prévoit que les établissements publics de coopération intercommunale (EPCI) à fiscalité propre doivent avoir un minimum de 15 000 habitants, cette intercommunalité a fusionné avec ses voisines pour former, le 1er janvier 2017, la communauté  d'agglomération Lisieux Normandie où les habitants sont représentés par des élus de Saint-Pierre-en-Auge.

### Tendances politiques et résultats
Lors du premier tour des élections municipales de 2014 dans le Calvados, la liste DVD menée par Jacky Marie obtient la majorité absolue des suffrages exprimés, avec 1 166 voix (75,37 %, 24 conseillers municipaux élus dont 13 communautaires), devançant très largement la liste DVG menée par le maire sortant Alain Herbeth, qui a recueilli 381 voix (24,62, 3 conseillers municipaux élus dont 1 communautaire).
Lors de ce scrutin, 34,45 % des électeurs se sont abstenus.

### Administration municipale
Compte tenu de sa population de Saint-Pierre lorsqu'elle était une commune, son conseil municipal était composé de vingt-sept membres dont le maire et ses adjoints. Ces conseillers intègrent au complet le conseil municipal de Saint-Pierre-en-Auge le 1er janvier 2017 jusqu'en 2020 et Jacky Marie devient maire délégué.

### Liste des maires délégués
| Période      | Période  | Identité    | Étiquette | Qualité |
| ------------ | -------- | ----------- | --------- | --- |
| janvier 2017 | En cours | Jacky Marie | DVD       | Artisan retraité Vice-président de la CA Lisieux Normandie (2017 → ) Maire de la commune nouvelle de Saint-Pierre-en-Auge (2017 → ) Réélu pour le mandat 2020-2026 |

### Distinctions et labels
En 2017, Saint-Pierre-sur-Dives est classée ville fleurie (deux fleurs) au concours des villes et villages fleuris.

#### Jumelages
| Drapeau                | Pays        | Ville          | Zone           | Année |
| Drapeau de la Belgique | Belgique    | Jodoigne       | Brabant wallon | 1978  |
| Drapeau du Royaume-Uni | Royaume-Uni | Ivybridge      | Devon          | 1972  |
| Drapeau de l'Allemagne | Allemagne   | Kleinwallstadt | Bavière        | 1991  |
| ---------------------- | ----------- | -------------- | -------------- | ----- |

## Population et société

### Démographie
L'évolution du nombre d'habitants est connue à travers les recensements de la population effectués dans la commune depuis 1793. À partir du 1er janvier 2009, les populations légales des communes sont publiées annuellement dans le cadre d'un recensement qui repose désormais sur une collecte d'information annuelle, concernant successivement tous les territoires communaux au cours d'une période de cinq ans. 
Pour les communes de moins de 10 000 habitants, une enquête de recensement portant sur toute la population est réalisée tous les cinq ans, les populations légales des années intermédiaires étant quant à elles estimées par interpolation ou extrapolation. Pour la commune, le premier recensement exhaustif entrant dans le cadre du nouveau dispositif a été réalisé en 2004,.
En 2021, la commune comptait 3 287 habitants, en évolution de −8,44 % par rapport à 2015 (Calvados : +1,58 %, France hors Mayotte : +2,49 %).
Saint-Pierre-sur-Dives a compté jusqu'à 4 506 habitants en 1982.
| 1793  | 1800  | 1806  | 1821  | 1831  | 1836  | 1841  | 1846  | 1851  |
| ----- | ----- | ----- | ----- | ----- | ----- | ----- | ----- | ----- |
| 1 553 | 1 493 | 2 124 | 1 728 | 1 711 | 1 678 | 1 861 | 1 778 | 1 784 |

| 1856  | 1861  | 1866  | 1872  | 1876  | 1881  | 1886  | 1891  | 1896  |
| ----- | ----- | ----- | ----- | ----- | ----- | ----- | ----- | ----- |
| 1 764 | 1 950 | 2 014 | 1 995 | 2 057 | 2 109 | 2 134 | 2 235 | 2 309 |

| 1901  | 1906  | 1911  | 1921  | 1926  | 1931  | 1936  | 1946  | 1954  |
| ----- | ----- | ----- | ----- | ----- | ----- | ----- | ----- | ----- |
| 2 179 | 2 376 | 2 302 | 2 314 | 2 340 | 2 425 | 2 656 | 2 678 | 2 890 |

| 1962  | 1968  | 1975  | 1982  | 1990  | 1999  | 2004  | 2009  | 2014  |
| ----- | ----- | ----- | ----- | ----- | ----- | ----- | ----- | ----- |
| 3 356 | 3 765 | 4 274 | 4 506 | 3 993 | 3 977 | 3 701 | 3 611 | 3 539 |

| 2018  | - | - | - | - | - | - | - | - |
| ----- | - | - | - | - | - | - | - | - |
| 3 373 | - | - | - | - | - | - | - | - |

| 1793 | 1800 | 1806 | 1821 | 1831 | 1836 |
| ---- | ---- | ---- | ---- | ---- | ---- |
| 73   | 92   | 103  | 105  | 131  | 134  |

| 1793 | 1800 | 1806 | 1821 | 1831 | 1836 |
| ---- | ---- | ---- | ---- | ---- | ---- |
| 258  | 249  | 289  | 253  | 260  | 243  |

| 1841 | 1846 | 1851 | 1856 | 1858    | - |
| ---- | ---- | ---- | ---- | ------- | - |
| 259  | 269  | 249  | 240  | partage | - |

### Sports et loisirs
L'Union sportive pétruvienne fait évoluer deux équipes de football en divisions de district.

## Culture locale et patrimoine

### Lieux et monuments
- Abbaye de Saint-Pierre-sur-Dives, du XIe au XVIIe siècle, classée au titre des monuments historiques[29].
- Halles du XIe siècle, reconstruites au XVe siècle et après 1944. Ces halles font partie du patrimoine médiéval normand. Incendié en 1944, l'édifice fut fidèlement reconstitué. La charpente de chêne est le produit d'un assemblage de 290 000 chevilles de châtaignier[30]. Les halles sont classées au titre des monuments historiques[31]. Aujourd'hui encore, elles occupent toujours les mêmes fonctions depuis le Moyen-Âge : c'est là que se tient le marché.
- Manoir de Thomas Dunot du XVIe siècle, inscrit au titre des monuments historiques[32].
- Château de Carel des XVIIe – XVIIIe siècles et colombier du XVIe siècle classés au titre des monuments historiques[33], et communs inscrits[33]. Site et perspectives protégés au titre de l’environnement[réf. nécessaire].
- Chapelle Saint-Sulpice de Carel (ancienne église paroissiale de Carel, commune rattachée en 1835), édifiée aux XIIIe – XIVe siècles[34].
- Cour l'Élu, manoir du XVIe siècle inscrit au titre des monuments historiques[35].
- Maison du XVIIIe siècle inscrite au titre des monuments historiques[36].
- Motte de Montpinçon, au fond de la vallée de l'Oudon[5].

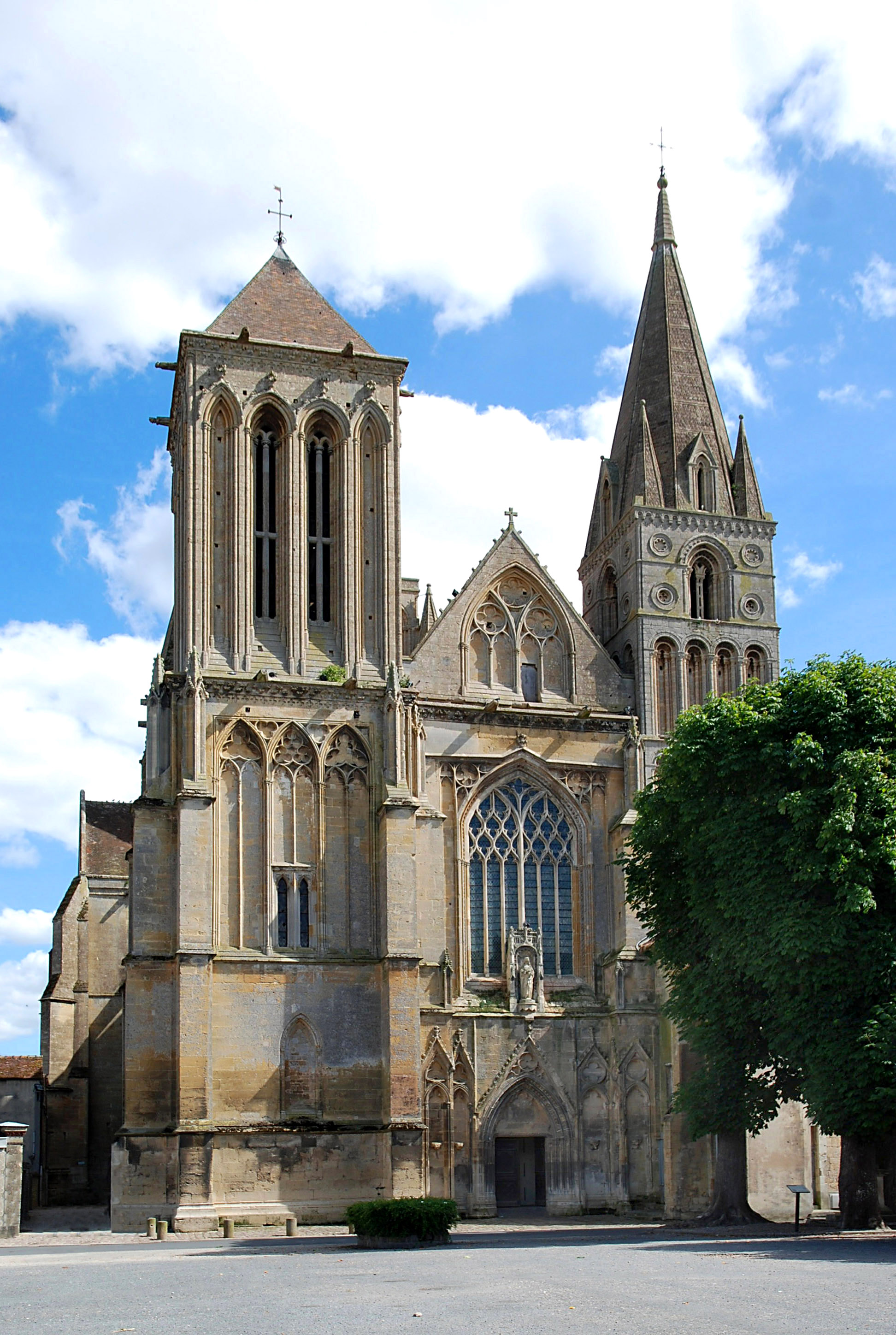
L'église abbatiale Saint-Pierre.
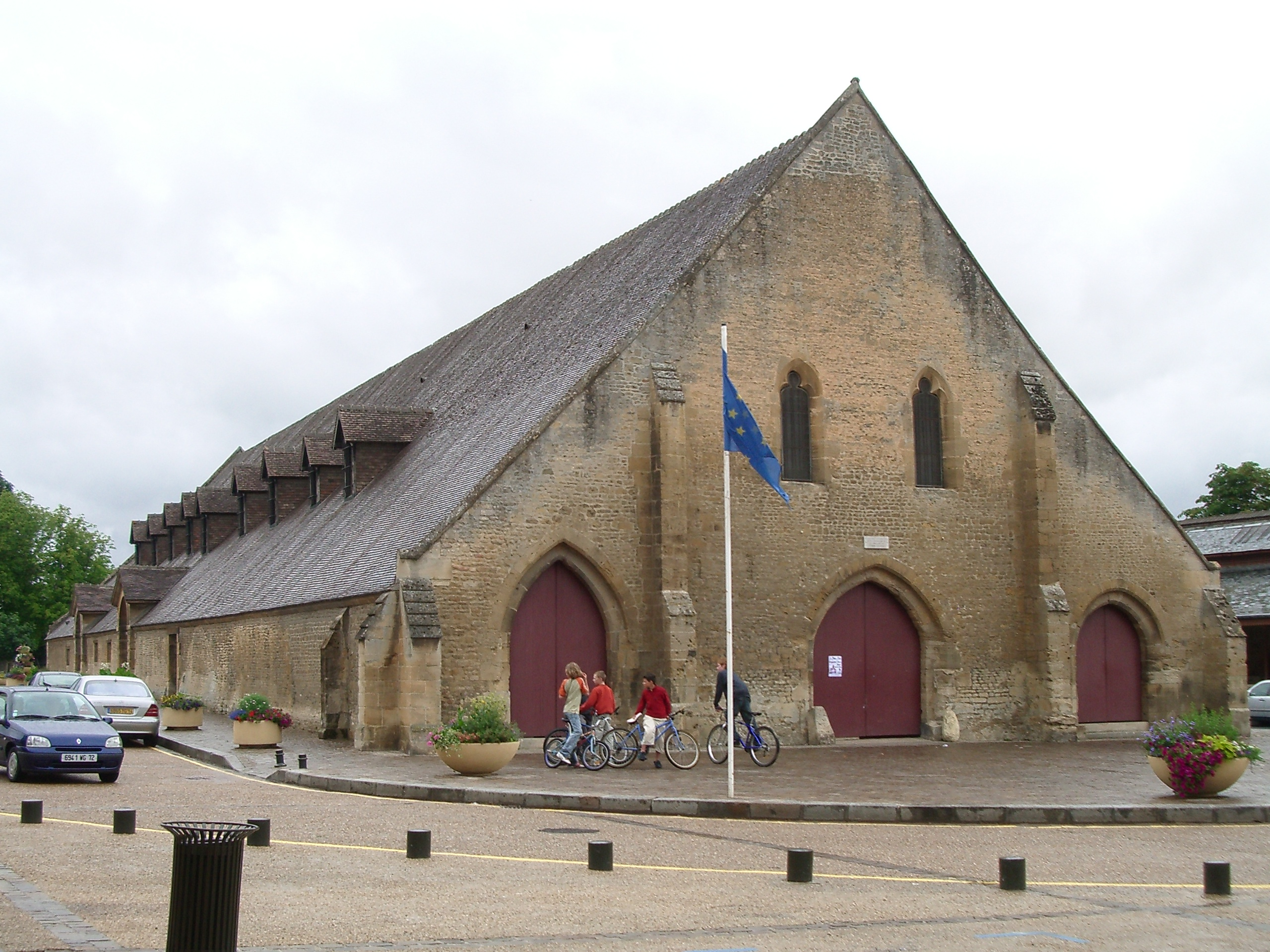
Les halles du XVe siècle.
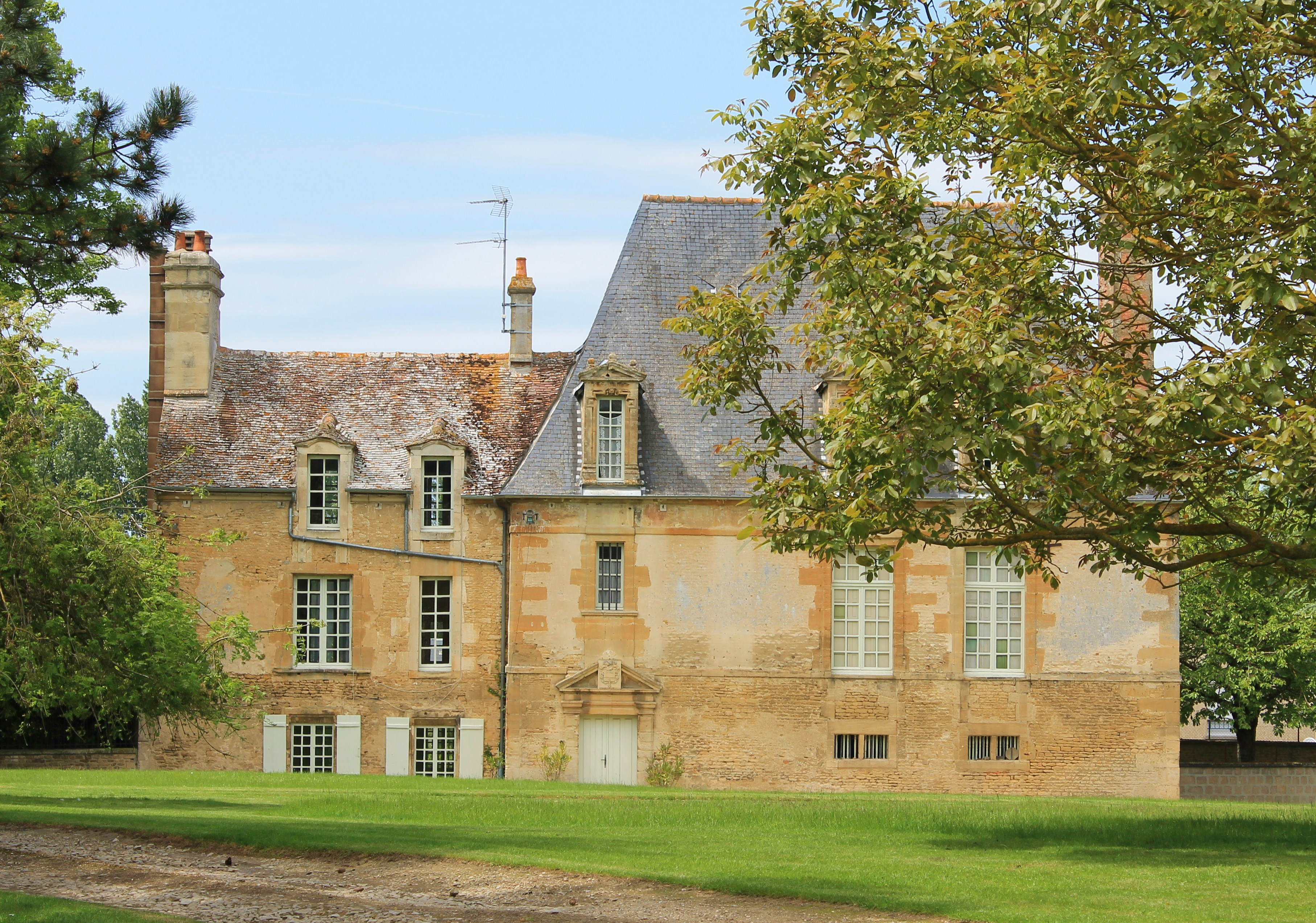
Le manoir de Thomas Dunot.
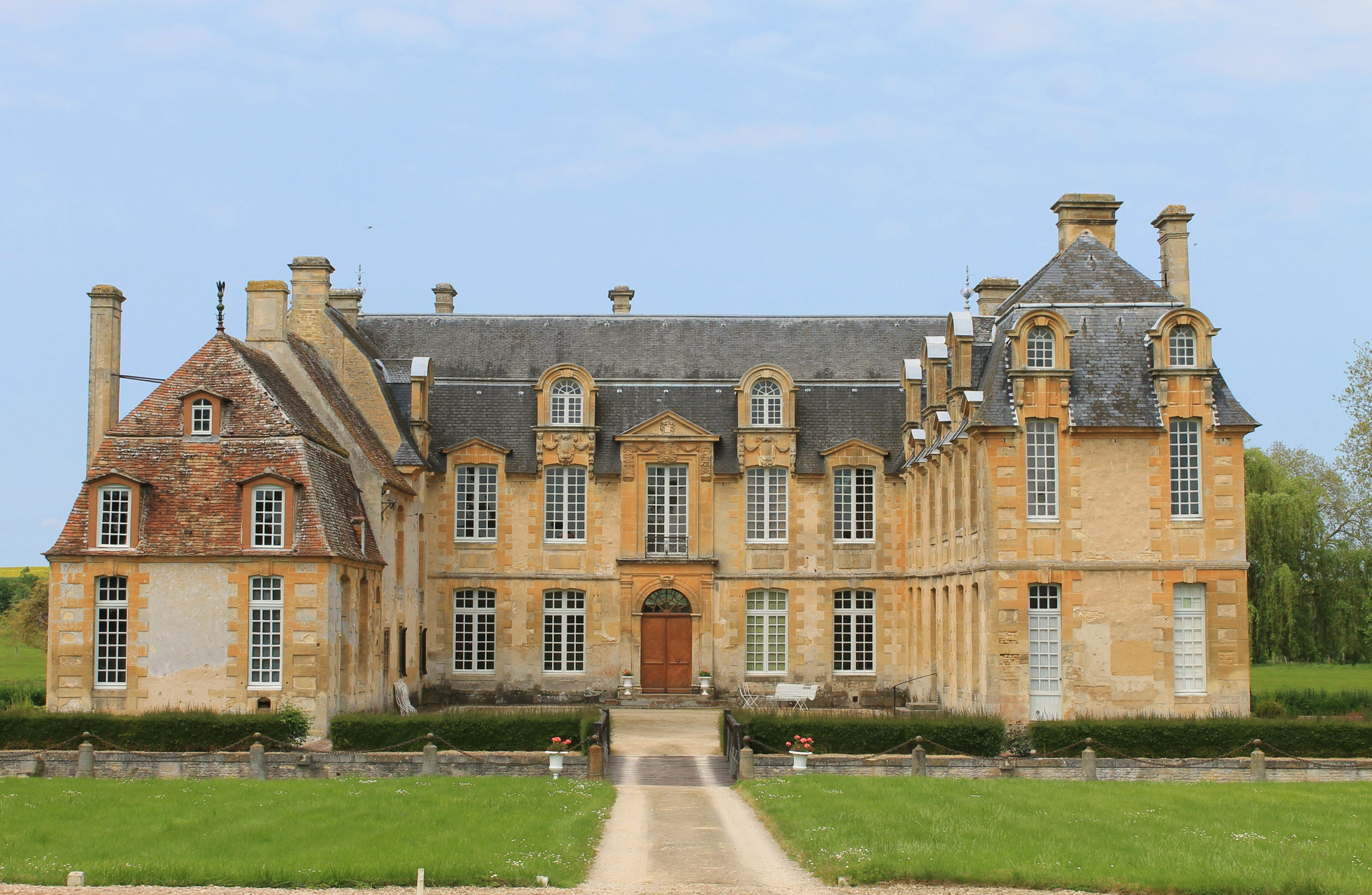
Le château de Carel.
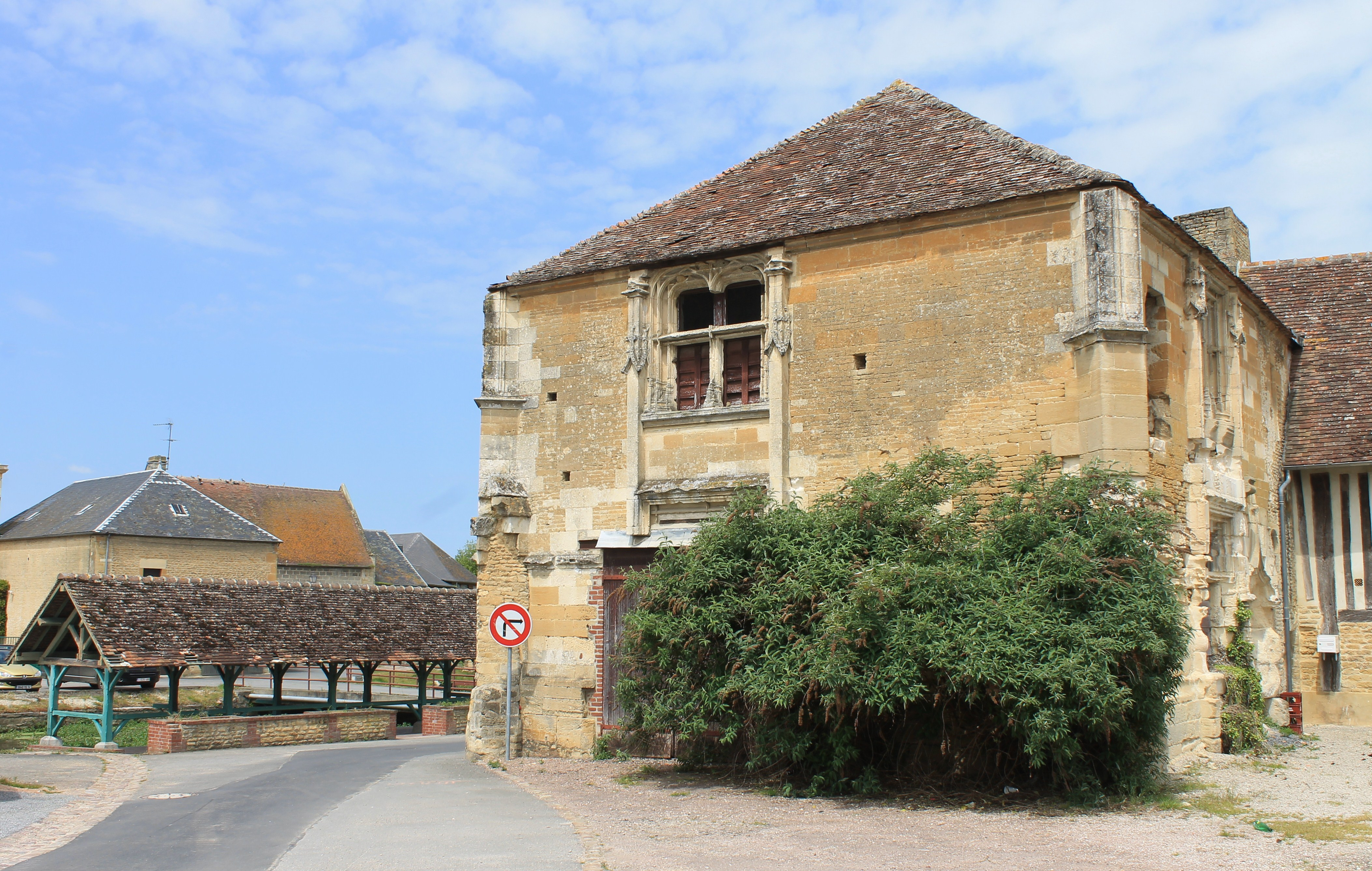
Le manoir de la Cour l'Élu.
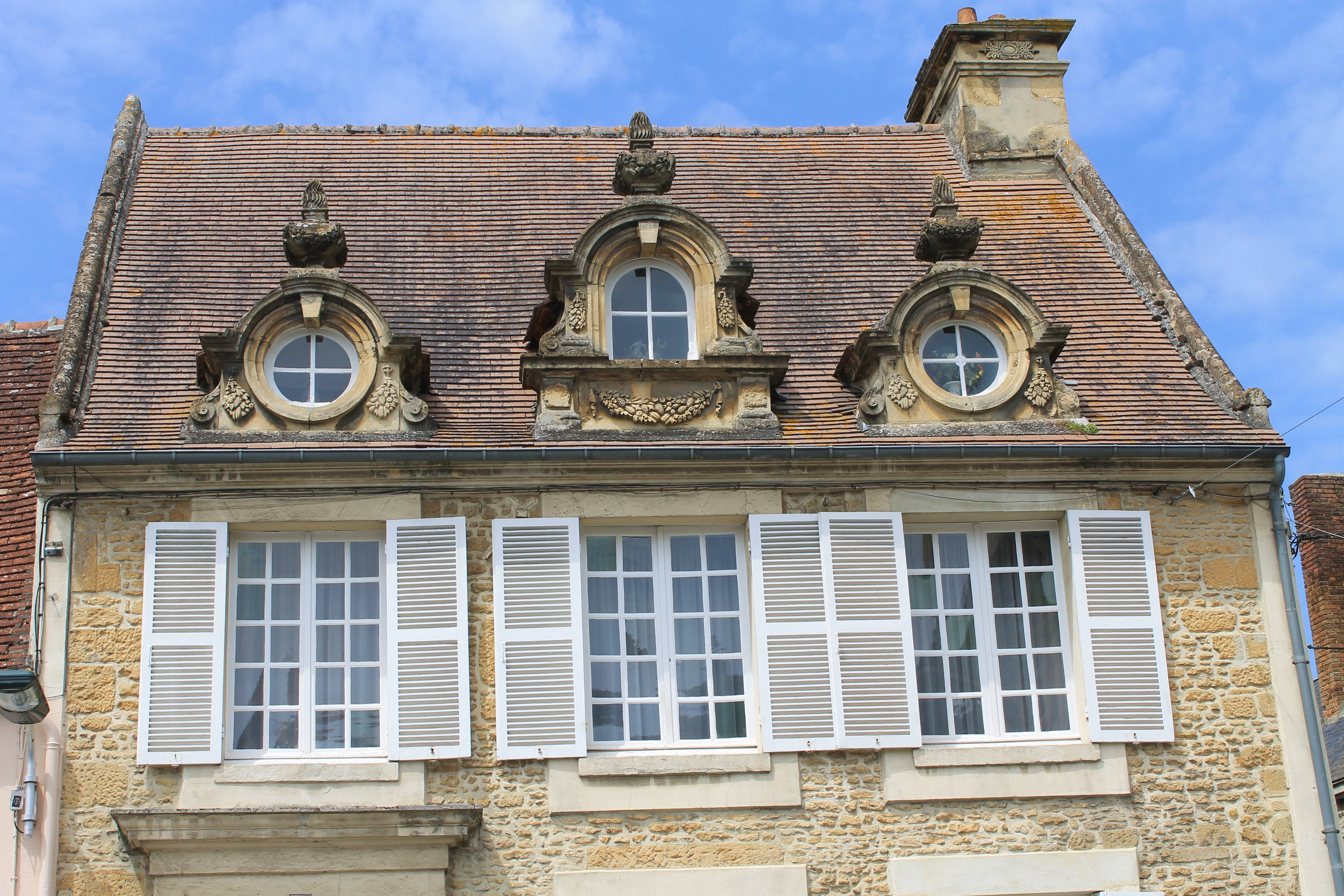
Maison du XVIIIe siècle.
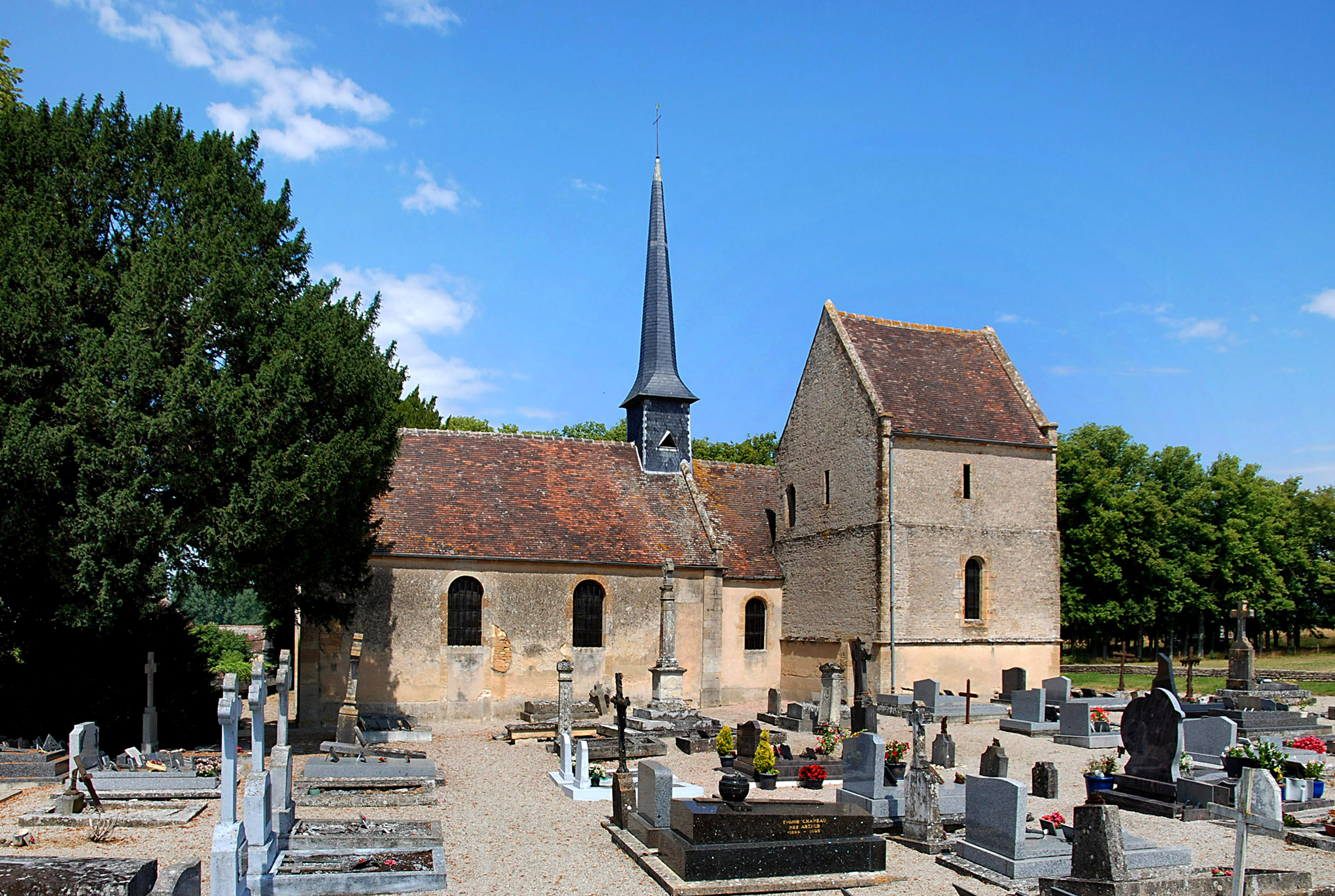
La chapelle Saint-Sulpice de Carel.

### Personnalités liées à la commune
- Henri Morin (1665-1728), érudit et historien, membre de l'Académie royale des inscriptions et belles-lettres.
- Claude de Simiane de Gordes (? - 1768), évêque, y est mort.
- Jacques Charles René Delaunay (1738-1825), général, y est né.
- Philippe-Pierre-Henri Jarry, né le 31 août 1748 à Saint-Pierre-sur-Dives, et mort le 5 juin 1817 à Hiéville, avocat et homme politique.
- Plancher Valcour (1751-1815), comédien, dramaturge et directeur de théâtre, y est né.
- Eustache-Marie Courtin (1769-1839), auteur de l’Encyclopédie moderne, y est né.
- Noël Le Graët (né en 1941), président de la Fédération française de football, a été instituteur à Saint-Pierre-sur-Dives.
- Jacques-Pierre Amette (1943-), écrivain, y est né.
- Jean Maunourry est torturé vers 1423 pour "complicité avec les armagnacs" pendant la guerre de cent ans.

### Héraldique
| Blason de Saint-Pierre-sur-Dives | Blason  | D'azur aux deux clefs renversées d'or passées en sautoir. |
| Blason de Saint-Pierre-sur-Dives | Détails | Le statut officiel du blason reste à déterminer.          |